# تريمينة بوغينفيلية
تريمينة بوغينفيلية (الاسم العلمي: Trimenia bougainvilleensis) هي نوع نباتي يتبع جنس التريمينة من فصيلة التريمينية.